# Olbia Costa Smeralda repülőtér
Az Olbia Costa Smeralda repülőtér (IATA: OLB, ICAO: LIEO) Olaszország egyik nemzetközi repülőtere, amely Olbia közelében található. Éves utasforgalma 3 167 368 fő (2022).
Nevét a Costa Smeralda nevű tengerpartról kapta.

## Futópályák
A repülőtér futópályái:
- 05/23

## Forgalom
Az utasforgalom az elmúlt években az alábbi módon változott:
| Utasok száma | 1 134 137 | 1 385 144 | 1 585 662 | 1 800 206 | 1 694 089 | 1 887 640 | 2 127 718 | 2 811 378 | 2 978 769 | 3 167 368 |
|              | 1999      | 2002      | 2004      | 2007      | 2009      | 2012      | 2014      | 2017      | 2019      | 2022      |

## Légitársaságok és úticélok
2025-ben a Olbia Costa Smeralda repülőtérről az alábbi járatok indulnak (Utoljára frissítve: 2025-02-22):
2025-ben a Olbia Costa Smeralda repülőtérről az alábbi járatok indulnak (Utoljára frissítve: 2025-02-22):
A következő légitársaságok üzemeltetnek rendszeres menetrend szerinti és charterjáratokat: Olbia:
| Légitársaság                  | Célállomások |
| ----------------------------- | --- |
| Aegean Airlines               | Szezonális: Athens |
| Aer Lingus                    | Szezonális: Dublin |
| AeroItalia                    | Milan–Linate, Róma–Fiumicino Szezonális: Perugia |
| Air Corsica                   | Szezonális: Figari (kezdődik 2025 június 6-tól) |
| Air Dolomiti                  | Szezonális: München |
| Air France                    | Szezonális: Párizs-Charles de Gaulle repülőtér |
| airBaltic                     | Szezonális: Riga |
| Alpavia                       | Szezonális: Parma |
| Austrian Airlines             | Szezonális: Bécs |
| British Airways               | Szezonális: Edinburgh, London–City (kezdődik 2025 május 25-től), London–Heathrow |
| Brüsszel Airlines             | Szezonális: Brüsszel |
| Bulgaria Air                  | Szezonális charter: Szófia |
| Condor                        | Szezonális: Düsseldorf, Frankfurt, München |
| easyJet                       | Milan–Malpensa Szezonális: Amszterdam, Bari, Basel/Mulhouse, Berlin, Bordeaux, Bristol, Edinburgh (kezdődik 2025 május 1-től), Genf, London–Gatwick, London–Luton, Lyon, Nantes, Naples, Nizza, Párizs-Charles de Gaulle repülőtér, Párizs–Orly, Turin, Venice, Zürich (kezdődik 2025 június 23-tól) |
| Edelweiss Air                 | Szezonális: Zürich |
| Eurowings                     | Szezonális: Köln/Bonn, Düsseldorf, Hamburg, Hannover, Salzburg, Stuttgart |
| flydubai                      | Szezonális: Dubai–International |
| GoTo Fly                      | Szezonális: Forlì |
| Iberia                        | Szezonális: Madrid |
| ITA Airways                   | Szezonális: Trieste |
| Jet2.com                      | Szezonális: Birmingham, London–Stansted, Manchester |
| Lufthansa                     | Szezonális: Frankfurt, München |
| Neos                          | Szezonális: Bologna, Milan–Malpensa, Verona |
| Norwegian                     | Szezonális: Koppenhága, Oslo, Stockholm–Arlanda |
| Ryanair                       | Bologna, Bergamo, Trieste Szezonális: Beauvais, Charleroi, Koppenhága, Dublin, Krakkó, London–Stansted, Bécs |
| Scandinavian Airlines         | Szezonális: Koppenhága |
| SkyAlps                       | Szezonális: Bern, Bolzano |
| Smartwings                    | Szezonális: Prága Szezonális charter: Bratislava |
| Swiss International Air Lines | Szezonális: Genf |
| Transavia                     | Szezonális: Amszterdam, Párizs–Orly |
| TUI Airways                   | Szezonális: London–Gatwick, Manchester |
| Volotea                       | Bologna, Milan–Linate, Róma–Fiumicino, Turin, Verona Szezonális: Ancona, Barcelona, Bari, Bergamo, Bilbao, Bordeaux, Brest, Catania, Deauville, Florence, Genoa, Lille, Lyon, Madrid, Marseille, Nantes, Naples, Nizza, Palermo, Párizs–Orly, Pisa, Strasbourg, Toulouse, Trieste, Valencia, Venice  |
| Vueling                       | Szezonális: Barcelona |
| Wizz Air                      | Szezonális: Milan–Malpensa, Róma–Ciampino, Varsó–Chopin |